# Ар (Шарант)
Ар (фр. Ars) насеље је и општина у западној Француској у региону Поату-Шарант, у департману Шарант која припада префектури Коњак.
По подацима из 2011. године у општини је живело 720 становника, а густина насељености је износила 63,16 становника/km². Општина се простире на површини од 11,4 km². Налази се на средњој надморској висини од 20 метара (максималној 58 m, а минималној 5 m).

## Демографија
| 1962. | 1968. | 1975. | 1982. | 1990. | 1999. | 2011. |
| ----- | ----- | ----- | ----- | ----- | ----- | ----- |
| 404   | 417   | 482   | 639   | 750   | 746   | 720   |

График промене броја становника у току последњих година